# Blue (álbum de Third Eye Blind)
Blue es el segundo álbum de estudio del grupo Third Eye Blind, escrito y grabado en 1999 y lanzado el 23 de noviembre de 1999. Se trata de un álbum más temperamental y oscuro que el primer álbum de la banda, aunque el segundo sencillo fue la canción «Never Let You Go».
El álbum debutó en el puesto # 40 en el Billboard 200, vendiendo cerca de 75 000 copias en su primera semana de lanzamiento.
Blue ha sido certificado disco de platino por la RIAA, vendiendo cerca de 1.25 millones de copias en los Estados Unidos.
Durante la gira de la banda, poco después del lanzamiento de Blue, Kevin Cadogan abandonó la banda el 25 de enero de 2000. Tony Fredianelli, que había cierta experiencia con la banda anteriormente, se unió a la banda poco después para reemplazarlo.
Cadogan posteriormente demandó a Third Eye Blind por incumplimiento de contrato, con una solución de una cantidad no revelada de forma permanente para terminar la relación.
Según el ex guitarrista Kevin Cadogan, el título original del álbum iba a ser Castling pero fue cambiado a último minuto.

## Lista de canciones
Todas las canciones escritas por Stephan Jenkins, excepto donde se indica.
| N.º | Título               | Escritor(es)           | Duración |  |
| 1.  | «Anything»           |                        | 1:59     |  |
| 2.  | «Wounded»            | Jenkins, Kevin Cadogan | 4:51     |  |
| 3.  | «10 Days Late»       | Jenkins, Arion Salazar | 3:05     |  |
| 4.  | «Never Let You Go»   |                        | 3:57     |  |
| 5.  | «Deep Inside of You» |                        | 4:10     |  |
| 6.  | «1000 Julys»         | Jenkins, Cadogan       | 3:53     |  |
| 7.  | «An Ode to Maybe»    | Jenkins, Cadogan       | 2:36     |  |
| 8.  | «The Red Summer Sun» | Jenkins, Cadogan       | 5:25     |  |
| 9.  | «Camouflage»         | Jenkins, Cadogan       | 4:35     |  |
| 10. | «Farther»            |                        | 4:01     |  |
| 11. | «Slow Motion»        |                        | 4:34     |  |
| 12. | «Darkness»           | Jenkins, Cadogan       | 5:08     |  |
| 13. | «Darwin»             | Jenkins, Salazar       | 5:47     |  |

### Pistas adicionales
Todas las letras escritas por Stephan Jenkins, toda la música compuesta por Third Eye Blind. 
| Edición japonesa |                                    |          |  |
| N.º              | Título                             | Duración |  |
| 19.              | «New Girl» (sólo edición japonesa) | 2:14     |  |

## Personal
- Stephan Jenkins – voz
- Kevin Cadogan – guitarra
- Arion Salazar – bajo, piano
- Brad Hargreaves – batería